# Gertrude Baumstark
Gertrude Baumstark foi um jogadora de xadrez da Roménia, com diversas participações nas Olimpíadas de xadrez. Zsuzsa participou das edições de 1969 a  1980 tendo conquistado três medalhas de prata. Na edição de 1972 e 1974 conquistou a medalha de prata por equipes no primeiro tabuleiro reserva e segundo tabuleiro e na edição de 1978 conquistou a medalha jogando no segundo tabuleiro novamente.